# Powstanie szawelskie
Powstanie szawelskie – bunt chłopów w 1769 roku w należącej do dóbr królewskich ekonomii w Szawlach na Litwie z powodu przywracania zniesionej pańszczyzny.
Przyczyną wybuchu powstania była próba zwiększenia dochodów z królewszczyzn podjęta przez podkanclerzego Antoniego Tyzenhausa poprzez powrót do pańszczyzny, którą zniósł w ekonomii król Jan III Sobieski, a także zakładanie manufaktur opartych na nieodpłatnej pracy chłopów. Powstanie zostało stłumione przez wojska polsko-litewskie oraz rosyjskie.